# BARBEE BOYS (アルバム)
『BARBEE BOYS』（バービーボーイズ）は、BARBEE BOYSが1992年10月1日にEpic/Sony Recordsからリリースしたベスト・アルバム。

## 背景
BARBEE BOYSが1992年1月24日に渋谷公会堂で行われたライブで、解散宣言後に発表されたベスト・アルバム。
過去にリリースされた『Black List』（1988年）や『B7』（1992年）の2枚は自薦的ベストだったが、今作はキャリア初のリアル・ベストとしてリリースされた。

## リリース
1992年10月1日にEpic/Sony Recordsから、CD2枚組でリリースされた。
ライナーノーツには『BARBEE BOYS FINAL LIVE』の写真が効果的に使われており、今までの作品で使った写真やデビューから解散までの時系列History、解散までに発売されたRADIO-Kを含む全作品のディスコグラフィが収載され、裏表とも『裸眼立体視する事で文字が浮き上がる』絵になっており、青系の表紙は『BARBEE』、赤系の表紙が『BOYS』と文字が浮かび上がる仕掛けになっている。

## チャート成績
オリコンチャートでは、最高8位を記録している。

## 収録曲

### Side I
| 全作曲: いまみちともたか（#5のみ近藤敦）、全編曲: BARBEE BOYS。 |                                |                        |                                     |      |
| #                                                               | タイトル                       | 作詞                   | 作曲・編曲                          | 時間 |
| 1.                                                              | 「暗闇でDANCE」                | いまみちともたか       | いまみちともたか （#5のみ 近藤敦 ） | 3:03 |
| 2.                                                              | 「帰さない」                   | いまみちともたか       | いまみちともたか （#5のみ 近藤敦 ） | 4:30 |
| 3.                                                              | 「もォ やだ!」                 | いまみちともたか       | いまみちともたか （#5のみ 近藤敦 ） | 4:07 |
| 4.                                                              | 「小僧 - cryin' on the beach」 | いまみちともたか       | いまみちともたか （#5のみ 近藤敦 ） | 3:58 |
| 5.                                                              | 「ふしだらVSよこしま」         | 近藤敦                 | いまみちともたか （#5のみ 近藤敦 ） | 4:02 |
| 6.                                                              | 「Shit! Shit! 嫉妬」           | いまみちともたか       | いまみちともたか （#5のみ 近藤敦 ） | 3:34 |
| 7.                                                              | 「midnight peepin'」           | いまみちともたか       | いまみちともたか （#5のみ 近藤敦 ） | 4:18 |
| 8.                                                              | 「負けるもんか」               | いまみちともたか       | いまみちともたか （#5のみ 近藤敦 ） | 3:02 |
| 9.                                                              | 「チャンス到来」               | いまみちともたか       | いまみちともたか （#5のみ 近藤敦 ） | 4:35 |
| 10.                                                             | 「タイムリミット」             | いまみちともたか       | いまみちともたか （#5のみ 近藤敦 ） | 4:11 |
| 11.                                                             | 「でも!?しょうがない」         | いまみちともたか       | いまみちともたか （#5のみ 近藤敦 ） | 4:22 |
| 12.                                                             | 「ダメージ」                   | いまみちともたか       | いまみちともたか （#5のみ 近藤敦 ） | 3:59 |
| 13.                                                             | 「なんだったんだ?7DAYS」       | いまみちともたか       | いまみちともたか （#5のみ 近藤敦 ） | 3:44 |
| 14.                                                             | 「ショート寸前」               | いまみちともたか・杏子 | いまみちともたか （#5のみ 近藤敦 ） | 4:05 |
| 15.                                                             | 「離れろよ」                   | いまみちともたか       | いまみちともたか （#5のみ 近藤敦 ） | 3:40 |
| 16.                                                             | 「STOP!」                      | いまみちともたか       | いまみちともたか （#5のみ 近藤敦 ） | 3:36 |
| 17.                                                             | 「翔んでみせろ」               | いまみちともたか       | いまみちともたか （#5のみ 近藤敦 ） | 3:39 |
| 18.                                                             | 「ラサーラ」                   | いまみちともたか       | いまみちともたか （#5のみ 近藤敦 ） | 5:22 |
| 合計時間:                                                       | 合計時間:                      | 合計時間:              | 71:47                               |      |

### Side II
| 全編曲: BARBEE BOYS。 |                              |                  |                  |       |
| #                     | タイトル                     | 作詞             | 作曲             | 時間  |
| 1.                    | 「C'm'on Let's go!」         | いまみちともたか | いまみちともたか | 2:49  |
| 2.                    | 「あいさつはいつでも」       | 近藤敦           | 近藤敦           | 3:14  |
| 3.                    | 「女ぎつねon the Run」       | いまみちともたか | いまみちともたか | 5:54  |
| 4.                    | 「Dear わがままエイリアン」  | いまみちともたか | いまみちともたか | 3:17  |
| 5.                    | 「泣いたままでlisten to me」 | いまみちともたか | いまみちともたか | 4:09  |
| 6.                    | 「ナイーヴ」                 | いまみちともたか | いまみちともたか | 3:19  |
| 7.                    | 「はちあわせのメッカ」       | 杏子             | BARBEE BOYS      | 3:19  |
| 8.                    | 「ごめんなさい」             | いまみちともたか | いまみちともたか | 4:12  |
| 9.                    | 「chibi」                    | いまみちともたか | いまみちともたか | 4:08  |
| 10.                   | 「目を閉じておいでよ」       | いまみちともたか | いまみちともたか | 4:43  |
| 11.                   | 「さぁどうしよう」           | いまみちともたか | いまみちともたか | 2:42  |
| 12.                   | 「勇み足サミー」             | いまみちともたか | いまみちともたか | 3:39  |
| 13.                   | 「ノーマジーン」             | いまみちともたか | いまみちともたか | 5:00  |
| 14.                   | 「三日月の憂鬱」             | いまみちともたか | いまみちともたか | 2:45  |
| 15.                   | 「あいまいtension」          | いまみちともたか | いまみちともたか | 4:18  |
| 16.                   | 「おやすみよそもの」         | いまみちともたか | いまみちともたか | 4:36  |
| 合計時間:             | 合計時間:                    | 合計時間:        | 合計時間:        | 62:04 |

## 参加ミュージシャン
BARBEE BOYS are
- ATSUSHI“KONTA”KONDOH
- KYOKO
- TOMOTAKA“Imasa”IMAMICHI
- ENRIQUE
- TOSHIAKI“Koiso”KONUMA